# Lista de espécies do gênero Stevia
- Lista completa das espécies do gênero Stevia (Asteraceae, Ageratinae) aceitas[1]

## A
- Stevia achalensis Hieron.
- Stevia adenophora Lag.
- Stevia alatipes B.L.Rob.
- Stevia alpina Griseb.
- Stevia alternifolia Hieron.
- Stevia amambayensis B.L.Rob.

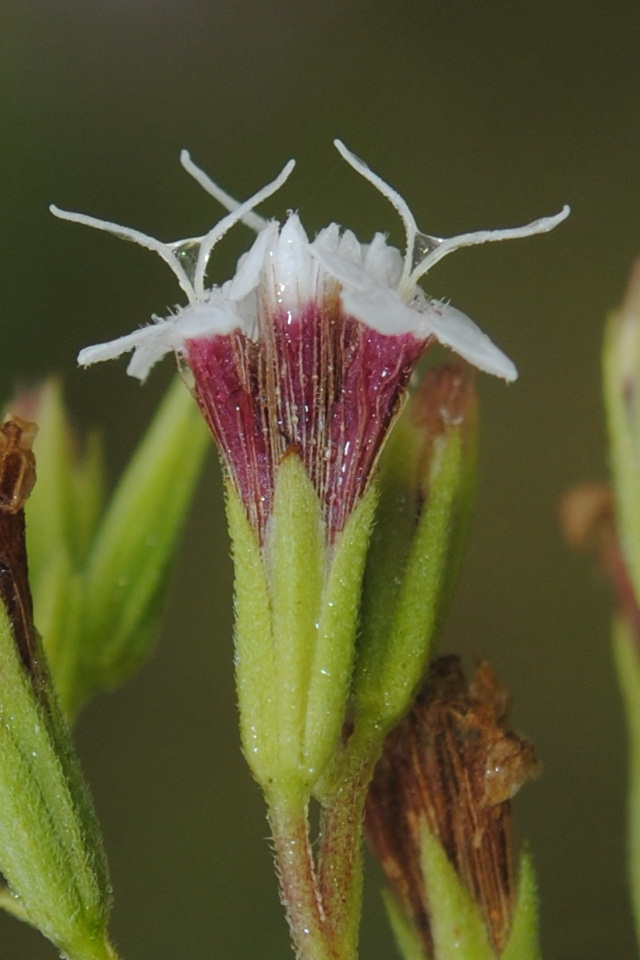
Stevia aristata

- Stevia amblyolepis (B.L.Rob.) B.L.Rob.
- Stevia ammotropha B.L.Rob.
- Stevia amplexicaulis Hassl.
- Stevia anadenotricha (B.L.Rob.) Grashoff
- Stevia anderssonii H.Rob.
- Stevia andina B.L.Rob.
- Stevia anisostemma Turcz.
- Stevia apensis B.L.Rob.
- Stevia arachnoidea B.L.Rob.
- Stevia aristata D.Don ex Hook. & Arn.

## B
- Stevia baccharifolia B.L.Turner
- Stevia balansae Hieron.
- Stevia beckii R.M.King & H.Rob.
- Stevia benderi Perkins
- Stevia berlandieri A.Gray
- Stevia bermejensis Hieron.
- Stevia boliviensis Sch.Bip. ex Griseb.
- Stevia breviaristata Hook. & Arn.	11
- Stevia breviflora (Cass.) Sch.Bip.
- Stevia bridgesii Rusby
- Stevia brunetii Hieron.
- Stevia burkartii B.L.Rob.

## C
- Stevia cajabambensis Hieron.
- Stevia calderillensis Hieron.
- Stevia caltepecana B.L.Turner
- Stevia calzadana B.L.Turner
- Stevia camachensis Hieron.
- Stevia camporum Baker
- Stevia caracasana DC.
- Stevia carapariensis Cabrera & Vittet
- Stevia cardiatica Perkins
- Stevia catharinensis Cabrera
- Stevia cathartica Poepp. & Endl.
- Stevia centinelae Cabrera
- Stevia chacoensis R.E.Fr.
- Stevia chamaedrys Griseb.
- Stevia chiapensis Grashoff
- Stevia chilapensis Soejima & Yahara
- Stevia cinerascens Sch.Bip. ex Baker
- Stevia clausseni Sch.Bip. ex Baker
- Stevia clinopodioides Greenm.
- Stevia clivicola B.L.Rob.
- Stevia coahuilensis Soejima & Yahara
- Stevia cochabambensis Hieron.
- Stevia collina Gardner
- Stevia commixta B.L.Rob.
- Stevia connata Lag.
- Stevia constricta (Grashoff) Soejima, Yahara & K.Watan.
- Stevia cordifolia Benth.
- Stevia crassicephala Cabrera
- Stevia crassifolia Soejima & Yahara
- Stevia crenata Benth.
- Stevia crenulata Baker
- Stevia cruziana Malme
- Stevia cruzii Grashoff
- Stevia cryptantha Baker
- Stevia cuneata Hassl.
- Stevia cuzcoensis Hieron.

## D
- Stevia decumbens (B.L.Rob. & Greenm.) Greene
- Stevia decussata Baker
- Stevia deltoidea Greene
- Stevia dianthoidea Hieron.
- Stevia dictyophylla B.L.Rob.
- Stevia discolor B.L.Rob.
- Stevia divaricata DC.
- Stevia dubia B.L.Rob.

## E
- Stevia ecatepecana Soejima & Yahara
- Stevia eclipes B.L.Rob.
- Stevia effusa Hieron.
- Stevia elatior Kunth
- Stevia entreriensis Hieron. ex Arechav.
- Stevia ephemera Grashoff
- Stevia estrellensis Hassl. ex B.L.Rob.
- Stevia eupatoria (Spreng.) Willd.

## F
- Stevia fiebrigii Hieron.
- Stevia filipes Rusby
- Stevia filodecaballoana Soejima, Yahara & K.Watan.
- Stevia fruticosa Griseb.

## G
- Stevia galeopsidifolia Hieron.
- Stevia gardneriana Baker
- Stevia gilliesii Hook. & Arn.
- Stevia glandulosa Hook. & Arn.
- Stevia glanduloso-pubescens Hieron.
- Stevia glomerata Hieron.
- Stevia grisebachiana Hieron.

## H
- Stevia haenkeana DC.
- Stevia heptachaeta DC.
- Stevia herrerae B.L.Rob.	Accepted	M	TICA	2012-02-11
- Stevia hilarii B.L.Rob.
- Stevia hintonii (Grashoff) B.L.Turner
- Stevia hintoniorum B.L.Turner
- Stevia hirtiflora Sch.Bip. ex Klotzsch
- Stevia hispidula DC.
- Stevia hoppii B.L.Rob.
- Stevia hypericifolia Hieron.
- Stevia hypomalaca B.L.Rob.
- Stevia hyptifolia Gardner

## I
- Stevia iltisiana Grashoff
- Stevia incognita Grashoff
- Stevia involucrata Sch.Bip. ex Baker
- Stevia isomeca Grashoff

## J
- Stevia jaliscensis B.L.Rob.
- Stevia jorullensis Kunth
- Stevia jujuyensis Cabrera

## K
- Stevia kuhnioides Rusby ex B.L.Rob.
- Stevia kuntzei Hieron.

## L
thumb|Stevia lucida
- Stevia lasioclada Grashoff
- Stevia latifoli Hieron.
- Stevia lechleri Hieron.
- Stevia lehmannii Hieron.
- Stevia lemmonii (A.Gray) A.Gray
- Stevia leptophylla Sch.Bip. ex Baker
- Stevia leucosticta B.L.Rob.
- Stevia liebmannii Sch.Bip. ex Klatt
- Stevia lilloi B.L.Rob.
- Stevia linoides Sch.Bip. ex Klotzsch
- Stevia lita Grashoff
- Stevia lucida Lag.
- Stevia lundiana DC.

## M
thumb|Stevia multiaristata
- Stevia macbridei B.L.Rob.
- Stevia macvaughii Grashoff
- Stevia maimarensis (Hieron.) Cabrera
- Stevia mandonii Sch.Bip. ex B.L.Rob.
- Stevia martinii B.L.Turner
- Stevia mascotensis Soejima & Yahara
- Stevia melancholica B.L.Rob.
- Stevia melissaefolia (Lam.) Sch.Bip.
- Stevia melissifolia (DC.) Sch.Bip.
- Stevia menthaefolia Sch.Bip.
- Stevia mercedensis Hieron.
- Stevia mexicana Soejima, Yahara & K.Watan.
- Stevia micradenia B.L.Rob.
- Stevia micrantha Lag.
- Stevia microchaeta Sch.Bip. ex Sch.Bip.
- Stevia minor Griseb.
- Stevia mitopoda B.L.Rob.
- Stevia monardaefolia Kunth
- Stevia monardifolia Kunth
- Stevia morii R.M.King & H.Rob.
- Stevia multiaristata Spreng.
- Stevia myriadenia Sch.Bip. ex Baker
- Stevia myricoides McVaugh

## N
- Stevia neglecta Rusby
- Stevia nelsonii B.L.Rob.
- Stevia neurophylla B.L.Rob. & Greenm.

## O
- Stevia oaxacana Soejima & Yahara
- Stevia obovata Rusby	1
- Stevia occidentalis (Grashoff) Soejima, Yahara & K.Watan.
- Stevia okadae Cabrera
- Stevia oligocephala DC.
- Stevia oligophylla Soejima & Yahara
- Stevia ophiomaches B.L.Rob.
- Stevia ophryodonta B.L.Rob.
- Stevia ophryophylla B.L.Rob.
- Stevia organensis Gardner
- Stevia origanoides Kunth
- Stevia orizabensis B.L.Rob.
- Stevia ovalis (B.L.Rob.) B.L.Rob.
- Stevia ovata Willd.

## P
- Stevia pabloensis Hieron.
- Stevia parvifolia Hassl.
- Stevia pauciflora J.Kost.
- Stevia pearcei B.L.Rob.
- Stevia pelophila S.F.Blake
- Stevia pennellii B.L.Rob.
- Stevia pereyrae (B.L.Rob.) Cabrera
- Stevia perfoliata Cronquist
- Stevia petiolata (Cass.) Sch.Bip.
- Stevia philippiana Hieron.
- Stevia phlebophylla A.Gray
- Stevia pilosa Lag.
- Stevia plummerae A.Gray
- Stevia pohliana Baker
- Stevia polycephala Bertol.
- Stevia polyphylla DC.
- Stevia potosiensis R.M.King & H.Rob.
- Stevia potosina Soejima
- Stevia potrerensis Hieron.
- Stevia pratheri B.L.Turner
- Stevia procumbens Hieron.
- Stevia puberula Hook.
- Stevia punctata (Ortega) Pers.
- Stevia punensis B.L.Rob.
- Stevia purdiei B.L.Rob.
- Stevia purpusii B.L.Rob.
- Stevia pyrolaefolia Schltdl.

## Q
- Stevia quiexobra B.L.Turner

## R
thumb|Stevia rebaudiana
- Stevia rebaudiana (Bertoni)
- Stevia reclinata Rusby
- Stevia resinosa Gardner
- Stevia reticulata Grashoff
- Stevia revoluta B.L.Rob.
- Stevia riedelii Sch.Bip. ex Baker
- Stevia riedelli Sch.Bip. ex Baker
- Stevia rojasii Hassl.
- Stevia rosei B.L.Rob.
- Stevia rotundifolia Soejima, Yahara & K.Watan.
- Stevia rzedowskii McVaugh

## S
thumb|Stevia satureifolia
- Stevia sabulonis B.L.Rob.
- Stevia salicifolia Cav.
- Stevia samaipatensis B.L.Rob.
- Stevia sanguinea Hieron.
- Stevia santacruzensis Hieron.
- Stevia sarensis B.L.Rob.
- Stevia satureifolia (Lam.) Lam.
- Stevia scabrella Benth.
- Stevia scabrelloides Soejima & Yahara
- Stevia schiblii B.L.Turner
- Stevia schickendantzii Hieron.
- Stevia schreiteri B.L.Rob.
- Stevia seemannii Sch.Bip.
- Stevia seemannioides Grashoff
- Stevia seleriana B.L.Rob.
- Stevia selloi (Spreng.) B.L.Rob.
- Stevia serrata Cav.
- Stevia setifera Rusby ex B.L.Rob.
- Stevia spathulata Cabrera
- Stevia stolonifera Yahara & Soejima
- Stevia stricta Hornem.
- Stevia stuebelii Hieron.
- Stevia suaveolens Lag.
- Stevia subpubescens Lag.

## T
- Stevia talpensis Grashoff
- Stevia tenuis Hook. & Arn.
- Stevia tephra B.L.Rob.
- Stevia tephrophylla S.F.Blake
- Stevia tomentosa Kunth
- Stevia totorensis B.L.Rob.
- Stevia triangularis Grashoff
- Stevia triaristata Hieron.
- Stevia trifida Lag.
- Stevia triflora DC.
- Stevia tunariensis Hieron.
- Stevia tunguraguensis Hieron.

## U
- Stevia urceolata Grashoff
- Stevia urticaefolia Billb.
- Stevia urticifolia Billb.

## V
- Stevia vaccinioides J. Koster
- Stevia vaga Griseb.
- Stevia velutinella Grashoff
- Stevia venosa A.Gray
- Stevia vernicosa Greenm.
- Stevia verticillata Schltdl.

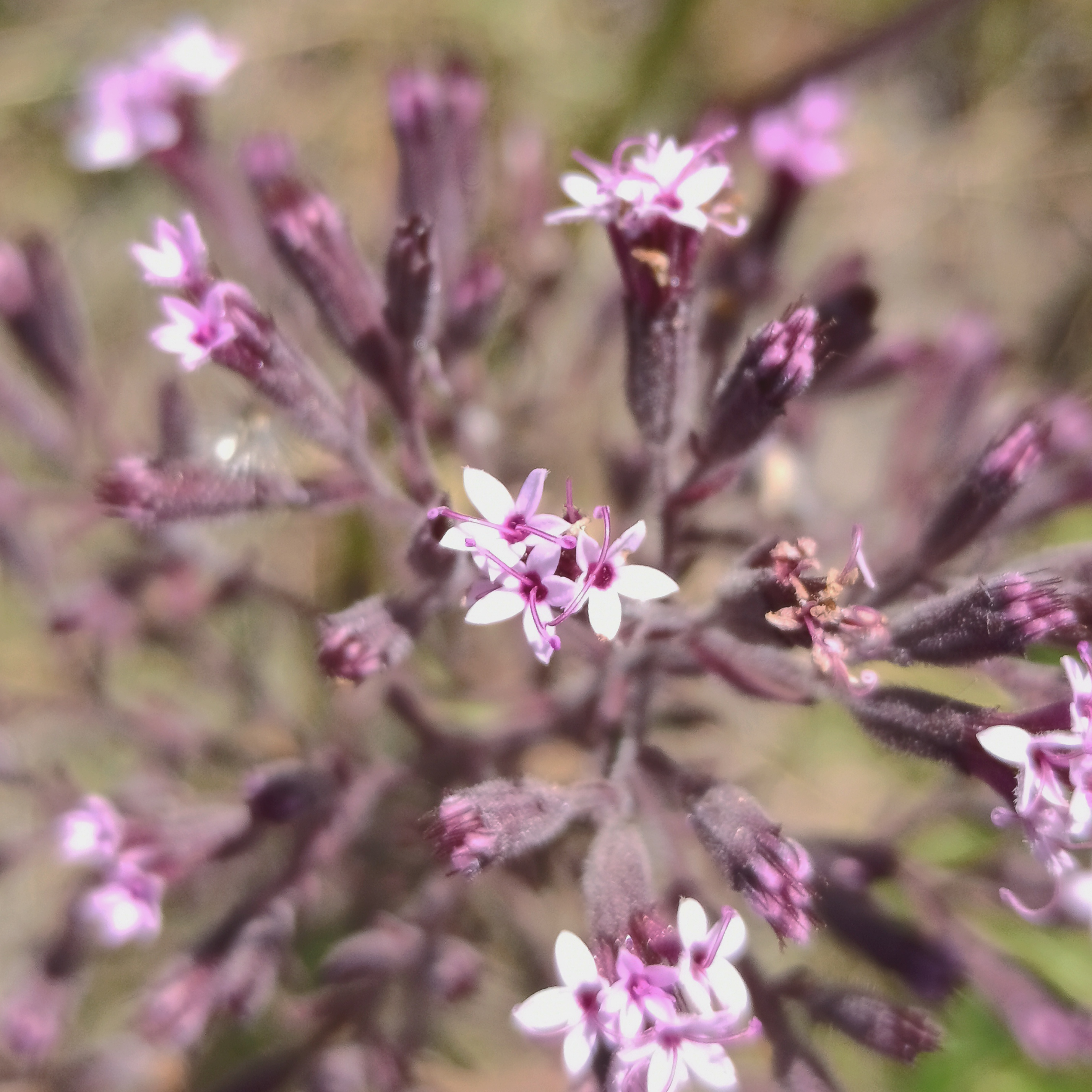
Stevia viscida

- Stevia viejoana Soejima, Yahara & K.Watan.
- Stevia villaregalis McVaugh
- Stevia villaricensis (B.L.Rob.) Cabrera & Vittet
- Stevia viscida Kunth

## W
- Stevia wageneri Hieron.
- Stevia weberbaueri B.L.Rob.
- Stevia westonii R.M.King & H.Rob.

## X-Y
- Stevia yaconensis Hieron.
- Stevia yalae Cabrera

## Z
- Stevia zacatecana McVaugh
- Stevia zephyrantha Grashoff